# Daemon
Daemon [dɛ'moːn], den svenska termen är demon, är datateknisk term för ett speciellt slags program som arbetar i bakgrunden istället för under direkt kontroll av en användare. Daemoner startas vanligtvis under uppstarten av ett operativsystem och har bland sina funktioner att hantera anrop via nätverket (exempelvis httpd) styra och konfigurera hårdvara (devfsd), och starta program vid i förhand angivna tider (cron).
Eftersom daemoner arbetar i bakgrunden kommunicerar de inte direkt med användarens bildskärm. Istället använder daemoner sig av loggfiler och e-post för att rapportera feltillstånd eller annan information. Ibland finns det ett separat program som kan kommunicera med en daemon och fungera som dess användargränssnitt. Enkla funktioner, såsom uppmaning att stoppa, starta om eller ta ibruk en ny konfigurationsfil, sköts med så kallade signaler.
Termen används oftast då man pratar om Unix och Unix-liknande system, som GNU/Linux och FreeBSD. Ofta har daemoner i dessa operativsystem namn som slutar på 'd'. Till exempel heter daemonen som sköter systemloggen syslogd. Motsvarande begrepp i Microsoft Windows kallas 'Windows Service'; i MS-DOS kallades bakgrundsprogram TSR.

## Terminologi
Termen myntades av programmerarna i MIT:s Project MAC, efter Maxwells demon  (engelska: Maxwell's Demon). Unixsystem har ärvt terminologin. I den grekiska mytologin är demoner gudomliga varelser av lägre rang som bland annat utförde ärenden som de viktigare gudarna ville slippa själva, på samma sätt som daemoner sköter automatiskt uppgifter som användaren inte vill distraheras av. BSD och några av dess derivat har adopterat en demon som sin maskot, även om demonen ifråga är en gullig avbildning av en kristen demon, alltså en djävul.
En alternativ förklaring för namnet är att det står för "disk and execution monitor" ("disk- och exekveringsövervakare"), men detta är en backronym.